# Amadeu Lleopart i Costa
Amadeu Lleopart i Costa (Tona, Osona, 1963) és un pedagog i escriptor català.
Després de força anys d'experiència atenent nens amb dificultats d'aprenentatge en la lectura i l'escriptura, en les matemàtiques, etc., ha donat a conèixer la seva metodologia per mitjà d'activitats formatives adreçades a mestres i altres educadors (per exemple, a l'Associació de Mestres Rosa Sensat, a la Fundació Universitària Martí l'Humà i a Psicocat Orientació). D'acord amb les aportacions de la neurociència i del coneixement actual dels processos dels aprenentatges bàsics (mecànica lectora, comprensió lectora, ortografia i expressió escrita, entre d'altres), ha anat perfilant propostes de reeducació i de reforç de tipus gradual. El seu treball individualitzat amb estudiants adolescents es basa en el reforç de la responsabilització per part d'aquests alumnes, acompanyada de les ajudes didàctiques que semblin convenients. La responsabilització s'origina en l'observació conscient dels propis hàbits d'estudi, i en la descoberta i l'aplicació de tècniques d'estudi adequades.
Com a escriptor, ha estat guardonat en diverses ocasions (per exemple, als Premis Literaris de Calldetenes del 1993 i el 1996, al Certamen Literari de Castellitx del 1997 i al Premi Vila de Puigcerdà del 2000). Ha publicat poesia (Captiu, Endreç i Set), narrativa (Passeig pel mirall i Al marge del riu i quatre relats més) i teatre (El vol inútil d'Ícar). Es dedica força a la poesia: dona a conèixer una part dels poemes que compon, sensorials i reflexius a la vegada, per mitjà del seu blog, com també gràcies a recitals que tenen lloc en la comarca d'Osona. Així mateix Amadeu Lleopart i Costa és autor de llibres de caràcter divulgador de la història i del patrimoni (en un sentit ampli) de Tona, i de l'obra d'alguns escriptors vinculats a la comarca d'Osona, etc., com també d'articles de reflexió.
El setembre del 2014, el grup Tona'78-Talia li va estrenar l'obra La roda i el foc, en el marc de la commemoració del Tricentenari a Tona.
El 2017 l'Ajuntament tonenc li va concedir el Premi Mil·liari, per la seva trajectòria professional i la seva dedicació al poble de Tona.
Des del 15 de juny de 2019 fins al 17 de juny de 2023 ha estat alcalde de Tona. Gràcies al pacte de govern signat per Aixequem, la candidatura independent que encapçalava, i Esquerra Republicana de Catalunya.

## Obra
- El Paulet, facècies i amargors, narrativa biogràfica, edició a càrrec de l'autor, Tona 1997
- Passeig pel mirall, narrativa, Emboscall Editorial, Vic 1999
- El vol inútil d'Ícar, teatre, Coordinadora de Grups Amateurs de Teatre, Vic 2000
- Estudiants de Vic, 1951, Patronat d'Estudis Osonencs, Vic 2002
- Captiu, poesia, Emboscall Editorial, Vic 2002
- La primera guarderia i els vint-i-cinc anys d'El Gra d'Or, Ajuntament de Balenyà, 2003
- Pelegrí de la muntanya. Vida i poesia de mossèn Joan Colom i Grau (1905-1991), escrit conjuntament amb Carles Puigferrat i Oliva, Ajuntament de Tona, 2005
- Retalls del passat per conèixer millor Tona, Ajuntament de Tona, 2006
- Cantant a la vora del foc. 100 cançons, contalles i dites de la Montserrat del Planelló, Ajuntament de Tona, 2007
- Al marge del riu i quatre relats més, llibre electrònic, Neurosi, 2012
- Aprenentatge gradual de la lectoescriptura. Eines per a l'ensenyament, la reeducació i el reforç, Lebón, Barcelona 2013
- Tic-tac, tic-tac!, conte (dins el projecte Desendolla't), Consell Comarcal d'Osona, Vic 2014
- Endreç, poesia, Germania, Alzira 2014
- Cuinant amb la Carmelita, Ajuntament de Tona, 2016
- Set, poesia, Tapís, Vic, 2017